# 進化的安定戦略
- 生物学 > 数理生物学、行動生態学 > 進化ゲーム理論 > 進化的安定戦略
- 応用数学 > ゲーム理論 > 進化ゲーム理論 > 進化的安定戦略

進化的安定戦略（しんかてきあんていせんりゃく、英: evolutionarily stable strategy、ESS）は、進化生物学およびゲーム理論の重要な概念で、ジョン・メイナード＝スミスとジョージ・プライスによって1973年に提唱された。
これは、生物の母集団の取る、「侵略されない戦略」の概念を基礎としている。仮に突然変異で対立遺伝子が発生し、別の戦略を取って他の生物に働きかけようとしても、母集団を侵略することはできず、逆に自然淘汰で排除されてしまうような戦略である。メイナード＝スミスらはこの概念によってゲーム理論の有効性を広く示し、行動生態学、経済学、心理学などに影響を与えた。

## 概要
具体例をもとに進化的安定性を説明する。動物が交尾相手や餌といった資源を同じ種の個体と争う場合、互いに殺し合うような闘争を避け、威嚇などの儀式的な闘争をする事で決着をつける事がある。
こうした儀式的闘争が発達した原因として、進化的安定性の概念が登場する以前は、「闘争の際に殺し合いを行なう種は絶滅してしまうので、儀式的闘争をする種だけが生き残った」といった群淘汰的な理由づけがなされがちであった。
しかし自然選択の対象が個々の個体である事を考えると、群淘汰的な理由づけでは儀式的闘争が数多くの種で発達した事をうまく説明できない。また、実際の動物の闘争を観察すると、戦いがエスカレートして傷つけ合ったり殺し合ったりする事も珍しくない事も前述した理由づけとは合致しない。
そこで、儀式的闘争のような現象を群淘汰に頼らず、生物進化の基本的な原則である「自然選択によって繁殖成功率が高い適応戦略が種に広がっていく」という事によって説明する為の枠組みが、本稿の主題である進化的安定性である。
話を簡単にするため、動物の戦略が「タカ戦略」と「ハト戦略」の２つのみからなる場合を考える。タカ戦略とは、闘争がエスカレートした場合に戦う戦略であり、ハト戦略は闘争がエスカレートした場合には逃げる戦略である。
もし同じ動物種に属する全ての個体が常にハト戦略を取るのであれば、儀式的なものであれ実際的なものであれ、闘争は生じないであろう。しかしこのような種に突然変異などによって生まれた、タカ戦略を取る個体が少しでも侵略してくれば、周囲にいるハト戦略の個体は全て逃げ出すわけだから、タカ戦略を持つ個体が圧倒的に有利となり、子孫を残す事で種にタカ戦略が広がる事となる。したがってハト戦略を取る個体だけからなる種は安定しない。
逆に全ての個体が常にタカ戦略を取るとすれば、闘争は常にエスカレートする。ここにハト戦略の個体が侵入してくると、他の個体が闘争により著しく疲弊している中、闘争から逃げているハト戦略の個体だけが有利となり、ハト戦略が種の中に広まっていく。したがってタカ戦略を取る個体だけからなる種もやはり安定しない。
こうして、ハト戦略の個体とタカ戦略の個体が混じり合った状態で種は安定する事になる。この状態では、闘争相手がハト戦略を取るかタカ戦略を取るかを見極める事が重要となる為、儀式的闘争が発達する事になる。
進化的安定性は、上で述べたような複数の戦略が入り混じった状態での安定性概念である。

### 混合戦略
前節で説明した例をはじめとして、生物による多くの駆け引きは、自身の利得を最大化しようとする個体の同士による一種のゲーム(進化ゲーム)とみなす事ができる為、生物の駆け引きをゲーム理論により記述する事ができる。
進化的安定性の概念もゲーム理論の枠組みで記述でき、その定式化にはゲーム理論における混合戦略の概念が有用となる。
前節で説明した例を使って説明すると、闘争が必要になった時、各個体が取りうる選択肢として、｢タカ戦略｣と｢ハト戦略｣という二種類の戦略(純粋戦略)があった。しかし各個体はこれらの純粋戦略のうちひとつを常に取り続けるわけではなく、｢30%の確率でタカ戦略を取り、70%の確率でハト戦略を取る｣といった戦略をも取りうる。
混合戦略とは、このように個々の純粋戦略の上に確率を付与した戦略を指す。進化的安定性の概念は、この混合戦略の概念に対して定式化される。

### 進化的安定性の直観的な定式化
進化的安定性とは、何らかの混合戦略が集団の中で支配的になるための条件である。すなわち、混合戦略 σ が進化的に安定であるとは、直観的には、集団の中に戦略σがすでに広まっている状況下において、 別の混合戦略τ を取る個体が少数侵入してきたとしても、それが排除される事をいう。
より詳しく言うと、たとえσ に近い別の混合戦略 τ を取る個体群が集団に少数侵入してきたとしても、戦略σ を取る個体と戦略τを取る個体が2者間で戦った際、前者の個体の方がより高い利得が期待できるため、戦略τを取る個体は自然選択により、いつしか集団から消えてしまう、という事である。

## ゲーム理論からの準備
進化的安定性はゲーム理論の概念に基づいて定式化することができる。そこで本節では、必要なゲーム理論の概念を導入し、次節で進化的安定性を定式化する。

### 利得関数

#### 定義
進化的安定性を定義するには、まず個々の個体の利得をゲーム理論的に定義する必要がある。ゲーム理論において利得はほかの個体とゲームを行ったときに得られる実数値として定義され、得られる利得は自分が取った戦略と対戦相手がとった戦略の結果として決まる。
すなわち、純粋戦略i を取る個体P が、純粋戦略 j を取る別の個体Qとゲームを行ったとき、個体Pは利得と呼ばれる実数値
{\displaystyle E(i,j)}
を獲得する。そしてi、jに{\displaystyle E(i,j)}を対応させる関数Eを個体Pに関する利得関数と呼ぶ。

利得関数はゲームが始まる前の段階で、外界の状況等により事前に定まっており、個々の個体が変えることはできない。個々の個体にできるのは、与えられた利得関数から得られる利得を最大化するよう自身の戦略を選ぶことだけである。

#### 対称性
進化的安定性を定義する際には、全ての個体に対して同一の利得関数が適用される事が前提となる。したがって純粋戦略i を取る個体P が、純粋戦略 j を取る別の個体Qと戦った時、個体Qが得る利得を
{\displaystyle E'(i,j)}
とすると、
{\displaystyle E'(i,j)=E(j,i)}
が任意のi、jに対して成立する事が要請される。利得関数がこのような性質を満たすゲームを対称なゲームという。

#### 混合戦略の利得
混合戦略を取る個体の利得は、純粋戦略に対する利得の期待値として定義される。すなわち、各個体が取りうる純粋戦略に1,..., n と番号をつけ、純粋戦略iを取る確率がpiである混合戦略を{\displaystyle (p_{i})_{i=1,\ldots ,n}}と書く事にすると、個体P 、Qがそれぞれ混合戦略{\displaystyle \sigma =(p_{i})_{i=1,\ldots ,n}}、{\displaystyle \xi =(q_{i})_{i=1,\ldots ,n}}を取る際のPの利得は、
{\displaystyle E(\sigma ,\tau )=\sum _{i,j}p_{i}q_{j}E(i,j)}
により定義される。

### 進化ゲームの定式化
進化的安定性を定義するためのゲーム（進化ゲーム）は以下のようなものである。なお、このゲームはゲーム理論の言葉で言えば「対象な2人戦略型ゲーム」に相当する。
進化的安定性を定義するための進化ゲームでは、対戦する2個体A、Bが選択肢として取りうる純粋戦略1、2、…、および利得関数Eが「ゲームのルール」として事前に定まっている。そしてA、Bは以下の手順でゲームを行なう：
1. A、Bはそれぞれ、与えられた選択肢の中から１つの純粋戦略i、jを秘密裏に選ぶ
2. A、Bはi、jを同時に公表する
3. A、Bはそれぞれ利得{\displaystyle E(i,j)}、{\displaystyle E(j,i)}を得る。

A、Bの目的は、自身の利得を最大化する事である。
前節でも述べたように、進化的安定性の文脈では全ての個体に対して同一の利得関数が適用される事が前提とされるため、上述したゲームにおいてA、Bが得られる利得はそれぞれ{\displaystyle E(i,j)}、{\displaystyle E(j,i)}と対称な形になっている。
上述した進化ゲームは、ゲームに参加する2個体A、B取りうる純粋戦略をそれぞれ行、列としてA、Bの利得を行列の形にまとめた利得表により特徴づけられる。

#### 具体例
下に上げたのは、前述したタカ戦略、ハト戦略からなる進化ゲーム（タカハトゲーム）の利得表である：
|      | タカ                                                     | ハト                                                 |
| タカ | {\displaystyle \left({V-C \over 2},{V-C \over 2}\right)} | {\displaystyle (V,0)}                                |
| ハト | {\displaystyle (0,V)}                                    | {\displaystyle \left({V \over 2},{V \over 2}\right)} |

ここでVは2個体が争っている資源（例えば餌）を得た時に得られる利得を表し、Cは闘争によって怪我を追う事による損失を表す。
また利得表で縦軸は個体Aの取る戦略、横軸は個体Bの戦略であり、表内の (○, △)は、A、Bの利得がそれぞれ○、△である事を意味する。例えば表の左下のマスにかかれている(0,V)は個体Aがハト戦略、個体Bがタカ戦略を取った時、A、Bの利得がそれぞれ0、Vである事を意味する。表の左上と右下で値が2で割られているのは、2個体で資源を分け合った為である。

### 混合戦略の線形結合
最後に、進化的安定性を定義する際に記法を簡単にするため、混合戦略の「線形結合」を定義する。
以下、話を簡単にするため、各個体が取れる純粋戦略の種類が有限個である事を仮定するが、無限個の場合にも自然に定義を拡張できる。
まず、記号を定義する。各個体が取りうる純粋戦略に1,..., n と番号をつける。そして純粋戦略iを取る確率がpiである混合戦略を{\displaystyle (p_{i})_{i=1,\ldots ,n}}と書く事にする。
2つの混合戦略の{\displaystyle \sigma =(p_{i})_{i=1,\ldots ,n}}、{\displaystyle \xi =(q_{i})_{i=1,\ldots ,n}}、および実数aとbが与えられた時、σ、ξのa、bによる線形結合を
{\displaystyle a\sigma +b\xi =(ap_{i}+bq_{i})_{i=1,\ldots ,n}}
により定義する。{\displaystyle a+b=1}であれば、混合戦略の線形結合{\displaystyle a\sigma +b\xi }もまた、混合戦略である。
Eを利得関数とするとき、任意の混合戦略τ、σ、ξに対し、次が成立する事が簡単な計算により分かる：
{\displaystyle E(\tau ,a\sigma +b\xi )=aE(\tau ,\sigma )+bE(\tau ,\xi )}　　　…(1)

## 進化的安定性の厳密な定義
有限個の純粋戦略を持つ戦略型ゲームの事を(利得表が有限サイズの行列の形に書けるので)行列ゲームといい、これはもっとも典型的な進化ゲームの一つである。本節では対称な行列ゲームに対する進化的安定性を３つの異なる視点から定義づける。これら３つの定義は対称な行列ゲームにおいては同値であるが、より一般的な進化ゲームにおいては必ずしも同値ではない。

### 定義
対称な行列ゲームにおける進化的安定性は以下のように定義される。
定義１（対称な行列ゲームにおける進化的安定性） ― Gを対称な行列ゲームとし、EをGの利得関数とする。
このとき、Gにおける混合戦略{\displaystyle \sigma _{*}}が進化的に安定であるとは、任意の混合戦略σに対し、
{\displaystyle 0<\varepsilon _{0}\leq 1}を満たす実数{\displaystyle \varepsilon _{0}}が存在し、{\displaystyle 0<\varepsilon <\varepsilon _{0}}を満たす任意の実数{\displaystyle \varepsilon }に対し、
{\displaystyle E(\sigma _{*},(1-\varepsilon )\sigma _{*}+\varepsilon \sigma )>E(\sigma ,(1-\varepsilon )\sigma _{*}+\varepsilon \sigma )}
が成立する事を言う。
定義１のε0を侵入障壁という。定義１では侵入障壁ε0が混合戦略σに依存する事を許容するバージョンの定義を採用したが、ε0がσに依存しないバージョンの定義も存在し、これを一様な侵入障壁をもつ進化的安定性（ESS with uniform invasion barrier）と呼ぶ。一般には一様なもののほうがそうでないものより強い定義であり、純粋戦略が無限個あるゲームの場合には進化的安定であるにもかかわらず一様な侵入障壁をもつ進化的安定ではない混合戦略が存在する事が知られている。しかし定義１で考えているゲーム（＝有限個の純粋戦略を持つ対象な戦略型ゲーム）の範囲では、両者の定義は同値である。

#### 定義の解釈
混合戦略{\displaystyle \sigma _{*}}を取る個体の集団に、混合戦略{\displaystyle \sigma }を取る個体群が侵入し、集団全体の中で後者の割合がεになったとする。このとき、対戦相手がランダムに選ばれるとすれば、混合戦略{\displaystyle \sigma _{*}}を取る個体の利得の期待値は
{\displaystyle (1-\varepsilon )E(\sigma _{*},\sigma _{*})+\varepsilon E(\sigma _{*},\sigma )=E(\sigma _{*},(1-\varepsilon )\sigma _{*}+\varepsilon \sigma )}
となり、定義１で登場する不等式の左辺と一致する。同様の理由により混合戦略{\displaystyle \sigma }を取る個体の利得の期待値は
{\displaystyle E(\sigma ,(1-\varepsilon )\sigma _{*}+\varepsilon \sigma )}
となり、定義１で登場する不等式の右辺と一致する。
したがって定義１は混合戦略{\displaystyle \sigma }を取る個体群が{\displaystyle \varepsilon _{0}}以下の割合εだけ侵入したとしても、混合戦略{\displaystyle \sigma _{*}}を取る個体の利得の期待値の方が混合戦略{\displaystyle \sigma }を取る個体の利得の期待値よりも真に大きくなる事を示している。

### 局所優位性(local superiority)
２つの混合戦略{\displaystyle \sigma _{*}=(p_{i})_{i=1,\ldots ,n}}、{\displaystyle \sigma =(q_{i})_{i=1,\ldots ,n}}の距離を
{\displaystyle \mathrm {d} (\sigma _{*},\sigma ):={\sqrt {\sum _{i=1}^{n}|p_{i}-q_{i}|^{2}}}}　　　…(2)

により定義するとき、進化的安定性を以下のように異なる角度から特徴づける事ができる：
定理２（進化的安定性の別定義との同値性） ― Gを対象な行列ゲームとし、EをGの利得関数とする。
このとき、Gにおける混合戦略{\displaystyle \sigma _{*}}が進化的に安定である必要十分条件は以下の性質（局所優位性、local superiority）を満たす事である：
ある{\displaystyle \varepsilon _{0}>0}が存在し、任意の混合戦略{\displaystyle \sigma \neq \sigma _{*}}に対し、
{\displaystyle \mathrm {d} (\sigma _{*},\sigma )<\varepsilon _{0}~\Rightarrow ~E(\sigma _{*},\sigma )>E(\sigma ,\sigma )}
が成立する。
なお、上では距離を(2)式に従って定義したが、定理２に書いたESSの別定義で本質的なのは距離そのものではなく、距離から定まる位相構造なので、(2)式の代わりに以下のℓ1距離
{\displaystyle \mathrm {d} (\sigma _{*},\sigma ):=\sum _{i=1}^{n}|p_{i}-q_{i}|}　　　
を用いて定義しても定理２のものと同値になる。
定理２に書いたESSの別定義はより広範な進化ゲームに対して進化的安定性の概念を一般化する場合に有益であり、一般化のさせかたにより、neighborhood invader strategy、neighborhood superiorなどとも呼ばれる。

### 簡便な特徴づけ
定義１は進化的安定性の直観的な意味を自然に定式化したものになっているものの、この定義に基づいて混合戦略の進化的安定性を直接チェックするのは容易ではない。そこで進化的安定性をより簡単にチェックする事を可能にする、別の特徴付けを紹介する：
定理３（進化的安定性の特徴づけ） ― Gを対称な行列ゲームとし、EをGの利得関数とする。
このとき、Gにおける混合戦略{\displaystyle \sigma _{*}}が進化的に安定である必要十分条件は、任意の混合戦略σに対して以下の２条件を両方とも満たす事である。
1. (均衡条件){\displaystyle E(\sigma _{*},\sigma _{*})\geq E(\sigma ,\sigma _{*})}
2. (安定条件) {\displaystyle E(\sigma _{*},\sigma _{*})=E(\sigma ,\sigma _{*})~\Rightarrow ~E(\sigma _{*},\sigma )>E(\sigma ,\sigma )}

与えられた混合戦略τに対し、{\displaystyle E(\xi ,\tau )}を最大にする混合戦略ξをτの最適反応(best reply)という。
均衡条件は、{\displaystyle \sigma _{*}}が{\displaystyle \sigma _{*}}自身の最適反応である事を意味しており、{\displaystyle E(\xi ,\sigma _{*})}の最大値は{\displaystyle M=E(\sigma _{*},\sigma _{*})}である。一方、安定条件は、{\displaystyle M=E(\sigma ,\sigma _{*})}を満たす{\displaystyle \sigma \neq \sigma _{*}}、すなわち{\displaystyle \sigma _{*}}に対する最適反応のうち{\displaystyle \sigma _{*}}以外の混合戦略{\displaystyle \sigma }は{\displaystyle E(\sigma _{*},\sigma )>E(\sigma ,\sigma )}を満たしている事を意味している。

### ナッシュ均衡との関係
ゲーム理論における重要な均衡概念としてナッシュ均衡があり、進化的安定性は{\displaystyle (\sigma _{*},\sigma _{*})}のナッシュ均衡性と関係がある。本項で考えているゲーム（2人対称戦略型ゲーム）の場合、混合戦略の組{\displaystyle (\sigma _{*},\sigma _{*})}がナッシュ均衡であるとは任意の混合戦略σに対し、
{\displaystyle E(\sigma _{*},\sigma _{*})\geq E(\sigma ,\sigma _{*})}　　…(3)
が成立する事を言う。特に任意の混合戦略σに対して(3)式の不等号がイコールなしで成り立つ場合、{\displaystyle (\sigma _{*},\sigma _{*})}は狭義ナッシュ均衡であるという。
定理３から明らかに以下の事実が成りたつ：
定理４（ナッシュ均衡との関係） ― 任意の2人対称戦略型ゲームに対し、次が成立する：
{\displaystyle (\sigma _{*},\sigma _{*})}は狭義ナッシュ均衡 ⇒ {\displaystyle \sigma _{*}}は進化的安定 ⇒ {\displaystyle (\sigma _{*},\sigma _{*})}はナッシュ均衡
しかし定理４の逆向きの包含関係は一般には成立しない。

### 具体例
前述したタカハトゲーム対して定理３を適用する事で次が成立する事が分かる：
- V<Cなら、「確率V/Cでタカ戦略、確率1-(V/C)でハト戦略」という混合戦略は進化的安定である
- V≧Cなら、「確率1でタカ戦略」という純粋戦略が進化的安定である。これは利得Vが非常に高い資源を争う場合は、儀式的闘争ではなく直接的闘争が行われる事を意味する。

## 進化的安定性概念の一般化

### モチベーション
これまで本稿では、行列ゲームに対する進化的安定性を議論してきたが、行列ゲームは下記のような条件を満たす場合にしか現実世界の生物の闘争をモデル化できない：
1. ゲームは一度しか行われない
2. 各個体がとれる純粋戦略の個数は有限である
3. 各個体がどの純粋戦略を取るのかはゲーム開始時点にランダムに選ぶ事ができる
4. ゲームは常に２個体で行われる
5. 全ての個体に対して同一の利得関数が適用される事が前提としている

しかし実際の生物学における応用では、以上の条件を満たさない事も多い：
1. 多くの状況では各個体はその生涯において何度も他の個体と闘争を繰り返すので、ゲームを繰り返し行う形でモデル化した方が自然な場合が多い
2. 「植物が種を飛ばす飛距離」や「動物が行動を起こすまでの時間」のように純粋戦略として連続量を取る事ができるケースでは純粋戦略の個数は無限にある
3. 哺乳類の配偶戦略のように「オスかメスか？」という生まれた段階で決定する戦略は、ゲーム開始時点にランダムに選ぶ事はできない
4. 草むらで種をばらまいて近くにいる他の全ての個体と種のばらまく位置を争うケースのように、複数個体と争うゲームも多い
5. 「オスとメス」、「テリトリーを守る個体とそこに侵入する個体」のように非対称な闘争では、闘争する個体がどちらの立場にいるのかで利得関数が異なるはずである

本章の目標は上で述べたような、行列ゲームの範疇に収まらないより一般的なゲームに対して進化的安定性を定義する事である。

### 一般化の手法
本節では上述した1,...,5の制約を外すための手法を順に述べていく。

#### 繰り返しゲーム
まず1に関しては、ゲーム理論の言葉で言えば繰り返しゲームを考える必要がある、という事である。一回のゲームの利得と繰り返し行ったゲームの利得の平均値とを区別する為、一回のゲームの利得はこれまで通り{\displaystyle E(\cdot ,\cdot )}で表し、繰り返し行ったゲームの利得の平均値を{\displaystyle {\mathcal {E}}(\cdot ,\cdot )}と表す事に事にする。
ゲームを行うたびに闘争相手が毎回異なると仮定できる場合には、繰り返しゲームの平均利得{\displaystyle {\mathcal {E}}(\cdot ,\cdot )}は{\displaystyle E(\cdot ,\cdot )}と一致する（詳細後述）。一方、同一の闘争相手と何度もゲームを繰り返す場合はより複雑で、後退帰納法（有限繰り返しゲームの場合）やフォーク定理（無限繰り返しゲームの場合）など、ゲーム理論の手法を用いて{\displaystyle {\mathcal {E}}(\cdot ,\cdot )}を求める必要がある。

#### 戦略空間
2および3に関しては、戦略空間(strategy space)という概念を導入する事で一般化を図る。戦略空間とは、そのゲームにおいて各個体が取りうる戦略全体の集合の事である。例えば行列ゲームの場合は混合戦略全体の集合が戦略空間である。すなわち、
{\displaystyle \Delta _{n}=\left\{(p_{i})_{i=1,\ldots ,n}{\Bigg |}0\leq p_{1},\ldots ,p_{n}\leq 1,~\sum _{i=1}^{n}p_{i}=1\right\}}　　　　...(Eq-G1)
が戦略空間である。ここでnは取りうる純粋戦略の個数である。
また「個体の体長」のように連続量の純粋戦略が取れる（が闘争の際ランダムに体長を変える事はできないので混合戦略は取れない）ゲームの場合、戦略空間は正の実数全体の集合
{\displaystyle \mathbf {R} _{+}=\{x>0\mid x\in \mathbf {R} \}}
である。一方「動物が行動を起こすまでの時間」のように純粋戦略は連続量であり、混合戦略も取りうるゲームの場合には、戦略空間は
{\displaystyle \{}R+上の確率分布{\displaystyle \}}
である。なお進化的安定性の議論では、戦略間の「近さ」の概念が定義できる事が望ましいので、戦略空間が位相空間である事を求める事も多い。

#### 個体群
4に関しては、個体vs.個体だけでなく個体vs.個体群(population)の闘争を考える事で一般化を図る。個体群に属する個体数が有限である場合には数学的解析が難しくなるので、以下本説では個体数が無限であるものと仮定する。より厳密に言うと、戦略空間Xに属する戦略σを取る個体の割合を[0,1]区間に属する実数として定義できるものと仮定する。現実には無限の個体を含む個体群は存在しないが、個体群に属する個体が十分大きい場合には、近似的にこのような仮定を置いて議論を進める事ができる。
個体群の各々の個体は戦略空間Xに属するいずれかの戦略を取る。個体群Πにおいて、「戦略σ1,...σm∈Xを（確率1で）取る個体の割合がそれぞれε1,...εmである」という状態を
{\displaystyle \varepsilon _{1}\delta _{\sigma _{1}}+\cdots +\varepsilon _{1}\delta _{\sigma _{m}}}
もしくは
{\displaystyle \sum _{i=1}^{m}\varepsilon _{i}\delta _{\sigma _{i}}}
と表記し、これをΠの個体群戦略(population strategy)と呼ぶ。個体群戦略と区別するため、個々の個体の戦略の事を強調して個体戦略(player strategy)と呼ぶ。
なお上の式における記号「δ」は、混合戦略の和「{\displaystyle \varepsilon _{1}\sigma _{1}+\cdots +\varepsilon _{1}\sigma _{m}}」と区別する為につけられた単なる記号であると解釈して差し支えない。この場合、上記の式は数学的には形式和である。しかしこのδをX上で定義されたディラックのデルタ関数であると解釈する事で、上式をX上の分布を表す式とみなす事もできる。
また上では個体群が有限個の戦略σ1,...σm∈Xのいずれかしか取らない場合を考えたが、Xが性質のよい空間であれば無限個の戦略を取る場合も考える事ができる。しかし進化的安定性を定義する上では有限個の戦略を取る場合のみを考察すれば十分であるので、本稿では以下、無限個の戦略を取る場合は考えない。
本稿では個体群の性質として主として考えるのは個体群戦略のみなので、紛れがなければ個体群Πとその個体群戦略とで記号を混用し、
{\displaystyle \Pi =\varepsilon _{1}\delta _{\sigma _{1}}+\cdots +\varepsilon _{1}\delta _{\sigma _{m}}}
という表記も用いるものとする。

#### 対称化
5で述べたように実際の生物では２つの個体の立場が非対称なゲームも起こりうるが、進化ゲーム理論では２つの個体が対称な場合のみに対して進化的安定性を定義し、非対称なゲームには対称化を施す事により対称なゲームに対する進化的安定性の概念を利用する。例えば「オス」と「メス」という２つの立場がある状況では、個体が受精した際「オス」か「メス」かをランダムに選べる事を考慮する事により、全ての個体が「オス」になる可能性も「メス」になる可能性もある対称なゲームとして定式化する。
そこで本章では以下、対称なゲームに対する進化的安定性のみを議論するものとし、非対称なゲームに対する進化的安定性は後の章で議論するものとする。

### 行列ゲームの再定式化
以上までで述べた一般的なフレームワークにおける進化的安定性の定義を述べる前に、行列ゲームを上述のフレームワークにおいて再定式化する。このためにn通りの純粋戦略1,...,nが取れる行列ゲームを考え、その利得関数をEとする。さらにΠを個体群とし、Pを個体群Πの中にいる一匹の個体とし、Pが取る混合戦略を{\displaystyle \sigma =(p_{i})_{i=1,\ldots ,n}}とする。
前章で述べた行列ゲームでは、Pは個体群Πの中のいずれか一匹の個体と一度だけゲームを行う事を前提としていた。しかし本章で述べる一般的フレームワークにおいては、Πの中の複数の個体と闘争する事を前提としている。より正確に言うと、定数kを固定し、以下のようなゲームをk回繰り返す：
1. Πの中から一様ランダムに一匹の個体Qを選ぶ（Qはk回行う各ゲームで毎回独立に選ばれる）。
2. PとQが利得関数Eを持つ行列ゲームを行う。

そしてこのようなゲームにおけるPの平均利得を{\displaystyle {\mathcal {E}}(\sigma ,\Pi )}と表記する（ここで我々は前節で述べたように記号を混用して個体群Πの個体群戦略にもΠという記号を用いている）。
Πの個体群戦略が混合戦略τにより
{\displaystyle \Pi =\varepsilon \delta _{\sigma }+(1-\varepsilon )\delta _{\tau }}
と書けるとき、Pの対戦相手Qの戦略は確率εでσであり、確率1-εでτである。行列ゲームはk回行われるが、我々は個体群Πには無限に多い個体が含まれていると仮定していたので（前述）、Pが同一の個体と複数回ゲームを行う事はありえない。よってk回の行列ゲームの平均利得{\displaystyle {\mathcal {E}}(\sigma ,\Pi )}は明らかに
{\displaystyle {\mathcal {E}}(\sigma ,\varepsilon \delta _{\sigma }+(1-\varepsilon )\delta _{\tau })={1 \over k}\sum _{i=1}^{k}\left(\varepsilon E(\sigma ,\sigma )+(1-\varepsilon )E(\sigma ,\tau )\right)=E(\sigma ,\varepsilon \sigma +(1-\varepsilon )\tau )}
を満たす。すなわち行列ゲームの場合は複数回のゲームの平均利得{\displaystyle {\mathcal {E}}(\cdot ,\cdot )}と個体群戦略{\displaystyle \Pi =\varepsilon \delta _{\sigma }+(1-\varepsilon )\delta _{\tau }}で考えようが、一回の行列ゲームの利得{\displaystyle E(\cdot ,\cdot )}と1個体の混合戦略{\displaystyle \varepsilon \sigma +(1-\varepsilon )\tau }で考えようが実質的な差はない。
しかし行列ゲーム以外のゲームではこのような単純な関係が成立するとは限らず、そもそも「２個体間の一回のゲームの利得」{\displaystyle E(\cdot ,\cdot )}が定義できない場合もある（例えば、２個体間の闘争ではなくΠの全ての個体が闘争する場合）ので、本章で述べる一般的なフレームワークにおいて改めて進化的安定性の概念を定式化する必要がある。

### 進化的安定性の定義
以上の準備の元、進化的安定性の概念を一般化する。集合Xを一つ固定し、これを戦略空間と呼び、Xの元を戦略ないし個体戦略と呼ぶ。そして任意の戦略σ1,...σm∈Xに対し、形式和
{\displaystyle \sum _{i=1}^{m}\varepsilon _{i}\delta _{\sigma _{i}}}　　{\displaystyle (0\leq \varepsilon \leq 1,~~\textstyle \sum _{i}\varepsilon _{i}=1)}
を個体群戦略と呼ぶ。さらに戦略τと個体群戦略{\displaystyle \textstyle \sum _{i=1}^{n}\varepsilon _{i}\delta _{\sigma _{i}}}の組に利得と呼ばれる実数を対応させる関数
{\displaystyle {\mathcal {E}}~:~(\tau ,{\textstyle \sum _{i=1}^{n}\varepsilon _{n}\delta _{\sigma _{n}}})\mapsto \mathbf {R} }
を一つ固定し、この関数を利得関数と呼ぶ。直感的には{\displaystyle {\mathcal {E}}}の第一変数の個体戦略を取るある個体Pが、個体群戦略{\displaystyle \textstyle \sum _{i=1}^{n}\varepsilon _{i}\delta _{\sigma _{i}}}を取る個体群の中で（一般には複数回）闘争したときのPが得られる利得（ないしその平均値）が{\displaystyle {\mathcal {E}}(\tau ;{\textstyle \sum _{i=1}^{n}\varepsilon _{n}\delta _{\sigma _{n}}})}になるという事である。
以上のフレームワークにおいて、ゲームは戦略空間Xと利得関数{\displaystyle {\mathcal {E}}}の組{\displaystyle (X,{\mathcal {E}})}として定義される。

ゲーム{\displaystyle (X,{\mathcal {E}})}に関する進化的安定性は以下のように定義される：
定義G１（進化的安定性） ― {\displaystyle \sigma _{*},\sigma \in X}を個体戦略とする。このとき個体戦略{\displaystyle \sigma _{*}}が{\displaystyle (X,{\mathcal {E}})}に関して{\displaystyle \sigma }より進化的に安定であるとは、
{\displaystyle 0<\varepsilon _{0}\leq 1}を満たす実数{\displaystyle \varepsilon _{0}}が存在し、{\displaystyle 0<\varepsilon <\varepsilon _{0}}を満たす任意の実数{\displaystyle \varepsilon }に対し、
{\displaystyle {\mathcal {E}}(\sigma _{*},(1-\varepsilon )\delta _{\sigma _{*}}+\varepsilon \delta _{\sigma })>{\mathcal {E}}(\sigma ,(1-\varepsilon )\delta _{\sigma _{*}}+\varepsilon \delta _{\sigma })}
が成立する事を言う。
特に{\displaystyle \sigma _{*}}が{\displaystyle (X,{\mathcal {E}})}に関して任意の{\displaystyle \sigma \in X}より進化的に安定であるとき、{\displaystyle \sigma _{*}}は{\displaystyle (X,{\mathcal {E}})}に関して進化的に安定であるという。
上の定義ではε0はσに依存する事を許容しているが、σに依存しないε0が取れる場合には、一様な侵入障壁をもつ進化的安定性（ESS with uniform invasion barrier）と呼ぶ。

{\displaystyle {\mathcal {E}}}の定義より、任意の戦略{\displaystyle \sigma \in X}は{\displaystyle {\mathcal {E}}(\sigma ,\cdot )}のように個体戦略として{\displaystyle {\mathcal {E}}}の第一変数としてする事も、{\displaystyle {\mathcal {E}}(\cdot ,\delta _{\sigma })}のように個体群戦略として{\displaystyle {\mathcal {E}}}の第二変数として登場する事も可能である。したがって「オス」と「メス」のように立場の異なる個体が存在したとしても、第一変数を「オス」の戦略、第二変数を「メス」の戦略といったふうに2つの変数を使い分ける事はできない。すなわち前述したように、立場の異なる個体間の非対称なゲームに対する進化的安定性を上記の定義では記述できず、何らかの「対称化」の操作を行う事によって非対称ゲームを記述する必要がある。対称化に関しては後の章でより詳しく説明する。

### E{\displaystyle {\mathcal {E}}}の性質
すでに述べたように行列ゲームでは
{\displaystyle {\mathcal {E}}(\sigma ,\varepsilon \delta _{\sigma }+(1-\varepsilon )\delta _{\tau })=E(\sigma ,\varepsilon \sigma +(1-\varepsilon )\tau )}
という単純な関係があり、しかも行列ゲームの利得関数は行列を用いて簡単に表記できるので、線形性
{\displaystyle {\mathcal {E}}(\sum _{i}\nu _{i}\sigma _{i},\sum _{j}\varepsilon _{j}\delta _{\tau _{j}})=\sum _{i,j}\nu _{i}\varepsilon _{j}{\mathcal {E}}(\sigma _{i},\delta _{\tau _{j}})}
が成立した。
しかしこうした性質は行列ゲーム以外のゲームでは必ずしも成立するとは限らない。実際我々は現段階では一般のゲームにおける{\displaystyle {\mathcal {E}}}には一切仮定をおいていない為、線形性どころか連続性すら成り立つとは限らない。
このため行列ゲームに対して示した性質は一般のゲームに対しては無条件に成り立つとは限らず、線形性など何らかの仮定をおいた上でこうした性質（の類似物）を示す必要がある。
そこで本節では、線形性など{\displaystyle {\mathcal {E}}}に関する性質をいくつか導入し、これらの性質を元に進化的安定性の満たす性質を示す。

#### 個体群戦略に関する線形性と個体戦略に関する線形性
本節では{\displaystyle {\mathcal {E}}}の線形性の概念を定義する。
定義G2（個体群戦略に関する線形性） ― 任意の個体戦略{\displaystyle \tau }と任意の個体群戦略
{\displaystyle {\textstyle \sum _{i=1}^{m}\varepsilon _{i}\delta _{\sigma _{i}}}}に対し、{\displaystyle {\mathcal {E}}}が
{\displaystyle {\mathcal {E}}\left(\tau ,\textstyle \sum _{i=1}^{m}\varepsilon _{i}\delta _{\sigma _{i}}\right)=\textstyle \sum _{i=1}^{m}\varepsilon _{i}{\mathcal {E}}(\tau ,\delta _{\sigma _{i}})}
を満たすとき、{\displaystyle {\mathcal {E}}}は個体群戦略に関して線形である、もしくは右線形であるという。

行列ゲームにおける混合戦略のように、戦略空間上に線形和が定義できる場合には、左線形性も同様に定義できる：
定義G3（個体戦略に関する線形性） ― 任意の自然数m、
任意の個体戦略{\displaystyle \tau _{1},\ldots ,\tau _{m}}、
{\displaystyle 0\leq u_{1},\ldots ,u_{m}\leq 1}と{\displaystyle u_{1}+\cdots +u_{m}=1}を満たす任意の実数{\displaystyle u_{1},\ldots ,u_{m}}、および任意の個体群戦略
{\displaystyle {\textstyle \sum _{i=1}^{\ell }\varepsilon _{i}\delta _{\sigma _{i}}}}に対し、{\displaystyle {\mathcal {E}}}が
{\displaystyle {\mathcal {E}}\left(\textstyle \sum _{j=1}^{m}u_{j}\tau _{j},\sum _{i=1}^{\ell }\varepsilon _{i}\delta _{\sigma _{i}}\right)=\textstyle \sum _{j=1}^{m}u_{j}{\mathcal {E}}\left(\tau _{j},\textstyle \sum _{i=1}^{\ell }\varepsilon _{i}\delta _{\sigma _{i}}\right)}
を満たすとき、{\displaystyle {\mathcal {E}}}は個体戦略に関して線形である、もしくは左線形であるという。
これら２つの性質は行列ゲームの場合は明らかに満たされる。
多くのゲームにおいて、戦略空間Xは行列ゲームの場合と同様、何らかの混合戦略全体の空間であり、混合戦略{\displaystyle \sigma =(p_{i})_{i=1,\ldots ,n}}の利得は{\displaystyle {\mathcal {E}}(\sigma ,\Pi )=\sum _{i}p_{i}{\mathcal {E}}(i,\Pi )}のように純粋戦略の利得の期待値として定義されるので、個体戦略に対する線形性は多くのゲームで成立する。
それに対し個体群戦略に対する線形性は満たさないゲームも多く、例えば以下の３つの状況では満たされない事が多い：
- ゲームが１：１の闘争でないとき[32]
- （１：１の闘争であったとしても）同じ個体と複数回闘争しなければならないとき[32]
- 取りうる戦略が連続量であるとき[32]

2013年現在、「線形性が満たされないゲームに関する一般的な理論はまだ十分に発展しているとは言い難い」状況にあり、個別のゲームに応じた議論を行う必要がある。

#### 多型-単型同値性
行列ゲームにおける戦略空間Xは混合戦略全体の集合なので、戦略同士の線形和が定義できる。このように戦略空間X上に何らかの和の概念が定義できている場合、以下の概念を定式化できる：
定義G4（多型-単型同値性） ― 任意の個体戦略{\displaystyle \tau }と任意の個体群戦略
{\displaystyle {\textstyle \sum _{i=1}^{m}\varepsilon _{i}\delta _{\sigma _{i}}}}に対し、{\displaystyle {\mathcal {E}}}が
{\displaystyle {\mathcal {E}}\left(\tau ,\textstyle \sum _{i=1}^{m}\varepsilon _{i}\delta _{\sigma _{i}}\right)={\mathcal {E}}(\tau ,\delta _{\textstyle \sum _{i=1}^{m}\varepsilon _{i}\sigma _{i}})}
を満たすとき、{\displaystyle {\mathcal {E}}}は多型-単型同値(polymorphic-monomorphic equivalent)であるという。
多型-単型同値性は行列ゲームでは明らかに成立する：
{\displaystyle {\mathcal {E}}(\sigma ,\sum _{i}\varepsilon _{i}\delta _{\sigma _{i}})=E(\sigma ,\sum _{i}\varepsilon _{i}\sigma _{i})={\mathcal {E}}(\sigma ,\delta _{\sum _{i}\varepsilon _{i}\sigma _{i}})}

多型-単型同値性の直観的な意味を説明する。定義G4の式の左辺では{\displaystyle {\mathcal {E}}}の第２変数が{\displaystyle \textstyle \sum _{i=1}^{n}\varepsilon _{i}\delta _{\sigma _{i}}}であるので、個体群の中には戦略{\displaystyle \sigma _{1}}を取る個体が割合{\displaystyle \varepsilon _{1}}だけ存在し、...、戦略{\displaystyle \sigma _{n}}を取る個体が割合{\displaystyle \varepsilon _{n}}だけ存在するという状況を左辺は意味している。一方右辺では{\displaystyle {\mathcal {E}}}の第２変数が{\displaystyle \textstyle \delta _{\sum _{i=1}^{n}\varepsilon _{i}\sigma _{i}}}であるので、個体群に属する全ての個体が全く同一の戦略{\displaystyle \textstyle \sum _{i=1}^{n}\varepsilon _{i}\sigma _{i}}を取っている状況を右辺は意味している。
多型-単型同値性は{\displaystyle \sigma _{1},\ldots ,\sigma _{n}}が純粋戦略であるケースを考えると理解しやすい。上で述べた事から、定義G4の式の左辺は純粋戦略{\displaystyle \sigma _{1}}を取る個体が割合{\displaystyle \varepsilon _{1}}だけ存在し、...、純粋戦略{\displaystyle \sigma _{n}}を取る個体が割合{\displaystyle \varepsilon _{n}}だけ存在するという状況である。すなわち全ての個体は何らかの純粋戦略を取っており、個体毎にどの純粋戦略を取るのかが決まっている状況である。これは例えば、遺伝的多型により、個体が生まれた段階でどの純粋戦略を取るのかが決まる場合がこの状況に相当する。

一方、定義G4の式の右辺は、全ての個体が全く同一の混合戦略{\displaystyle \textstyle \sum _{i=1}^{n}\varepsilon _{i}\sigma _{i}}を取っている状況である。これは例えば、「混合戦略{\displaystyle \textstyle \sum _{i=1}^{n}\varepsilon _{i}\sigma _{i}}を取る事」が遺伝的に単型な形で刷り込まれており、ゲーム開始の段階でランダムに{\displaystyle \sigma _{1},\ldots ,\sigma _{n}}のうちどれかを行う場合がこの状況に相当する。

多型-単型同値性はこの多型のケースと単型のケースが{\displaystyle {\mathcal {E}}}の第一変数の戦略を取る個体Pの平均利得という観点から見るとこの「多型」の状況と「単型」の状況に差がない事を意味する。

Pの闘争相手がゲームのたびに個体群から毎回ランダムに選ばれるケース（個体群の個体数は無限大なのでこれは闘争相手が毎回異なる事を意味する）における繰り返し行列ゲームの場合には、明らかに多型-単型同値性が成立する。しかしゲームによっては多型-単型同値性が成り立たないものもあり、次章以降でそうしたゲームについて見る。

### 進化的安定性の簡便な特徴づけ
行列ゲームにおける進化的安定性の概念が均衡条件と安定条件により特徴づけられる事を定理３で見た。この定理は本章で述べた一般的なゲームに関する進化的安定性に対しては常に成立するわけではないが、適切な条件下では定理３の類似物を示す事が可能である。
前節までと同様、Xを戦略空間とし、{\displaystyle {\mathcal {E}}(\cdot ,\cdot )}をX上の個体戦略と個体群戦略に「利得」とよばれる実数値を対応させる関数とする。さらに戦略{\displaystyle \sigma _{*},\sigma \in X}を固定し、インセンティブ関数{\displaystyle h_{\sigma _{*},\sigma }}を
{\displaystyle h_{\sigma _{*},\sigma }~:~[0,1]\to \mathbf {R} ,~\varepsilon \mapsto {\mathcal {E}}(\sigma _{*},\varepsilon \delta _{\sigma _{*}}+(1-\varepsilon )\delta _{\sigma })-{\mathcal {E}}(\sigma ,\varepsilon \delta _{\sigma _{*}}+(1-\varepsilon )\delta _{\sigma })}

により定義する。ここで{\displaystyle [0,1]}は0以上1以下の実数全体の集合である。このとき次が成立する：
定理G5（一般的なゲームの進化的安定性の簡便な特徴づけ） ― {\displaystyle h_{\sigma _{*},\sigma }}が{\displaystyle \varepsilon =0}において（右方）{\displaystyle \varepsilon }-偏微分可能であり、しかも
{\displaystyle {\partial  \over \partial \varepsilon }h_{\sigma _{*},\sigma }(0)\neq 0}
であるとする。このとき、σ*が{\displaystyle {\mathcal {E}}}に関してσより進化的安定である必要十分条件は以下の２条件が両方とも成立する事である：
1. (均衡条件) {\displaystyle {\mathcal {E}}(\sigma _{*},\delta _{\sigma _{*}})\geq {\mathcal {E}}(\sigma ,\delta _{\sigma _{*}})}
2. (安定条件) {\displaystyle {\mathcal {E}}(\sigma _{*},\delta _{\sigma _{*}})={\mathcal {E}}(\sigma ,\delta _{\sigma _{*}})\Rightarrow {\partial  \over \partial \varepsilon }h_{\sigma _{*},\sigma }(0)>0}

多くの生物学上の応用では、
{\displaystyle {\partial  \over \partial \varepsilon }h_{\sigma _{*},\sigma }(0)=0}
を満たす{\displaystyle (\sigma _{*},\sigma )\in X^{2}}の集合は零集合（≒面積0の集合）であるので、上記偏微分が0になる確率が0である事を多くのケースでは仮定できる（これをgeneric payoff assumptionという）。この仮定の元では進化的安定性は均衡条件と安定条件が両方成立する事とほとんど至る所で同値である。

#### 定理３と定理G5の関係
本節では定理３と定理G5の関係を見るため、定理G5を行列ゲームに適用してみる。すでに述べたように行列ゲームでは
{\displaystyle {\mathcal {E}}(\sigma ,\varepsilon \delta _{\sigma }+(1-\varepsilon )\delta _{\tau })=E(\sigma ,\varepsilon \sigma +(1-\varepsilon )\tau )}
であり、{\displaystyle E(\cdot ,\cdot )}は右線形かつ左線形であるので、インセンティブ関数{\displaystyle h_{\sigma _{*},\sigma }}は
{\displaystyle h_{\sigma _{*},\sigma }(\varepsilon )=\varepsilon E(\sigma _{*}-\sigma ,\sigma _{*})+(1-\varepsilon )E(\sigma _{*}-\sigma ,\sigma )}
である。よってε=0における偏微分は
{\displaystyle {\partial  \over \partial \varepsilon }h_{\sigma _{*},\sigma }(0)=E(\sigma _{*}-\sigma ,\sigma _{*}-\sigma )}
である。定理G5の安定条件の仮定{\displaystyle {\mathcal {E}}(\sigma _{*},\delta _{\sigma _{*}})={\mathcal {E}}(\sigma ,\delta _{\sigma _{*}})}が成り立つ条件下では
{\displaystyle E(\sigma _{*}-\sigma ,\sigma _{*}-\sigma )=E(\sigma ,\sigma )-E(\sigma _{*},\sigma )}
であるので、定理G5の安定条件は定理３のそれと一致する。すなわち定理G5は、{\displaystyle E(\sigma _{*}-\sigma ,\sigma _{*}-\sigma )\neq 0}を要求する事以外は定理３と一致している。

## 具体例

### 個体群ゲーム(Population Game)
本章では個体群ゲームというゲームを定義し、このゲームにおける進化的安定性の性質を述べる。

#### モチベーション
多くのゲームにおいて、戦略空間Xは行列ゲームの場合と同様、有限個の純粋戦略を混合した混合戦略全体の空間であり、混合戦略{\displaystyle \sigma =(p_{i})_{i=1,\ldots ,n}}の利得は
{\displaystyle {\mathcal {E}}(\sigma ,\Pi )=\sum _{i}p_{i}{\mathcal {E}}(i,\Pi )}
のように純粋戦略の利得の期待値として定義される。ここでさらに多型-単型同値が成り立てば、任意の個体群戦略{\displaystyle \Pi =\textstyle \sum _{j}\varepsilon _{j}\delta _{\sigma _{j}}}は
{\displaystyle \Pi =\delta _{\tau }}
のようにたった一つの混合戦略{\displaystyle \tau =\textstyle \sum _{i}\varepsilon _{j}\sigma _{j}}により記述できる。ここで{\displaystyle f_{i}(\tau ):={\mathcal {E}}(i,\tau )}と定義すれば、
{\displaystyle {\mathcal {E}}(\sigma ,\delta _{\tau })=\sum _{i}p_{i}f_{i}(\tau )}
が成立する事になる。利得関数{\displaystyle {\mathcal {E}}}が上式のように書けるゲームが個体群ゲームである。

#### 定義
以上をまとめると次のようになる。なお以下でΔnは(Eq-G1)式で定義される集合であり、直観的には有限個（n個）の純粋戦略を混合した混合戦略全体の空間を意味する。
定義P1（個体群ゲーム） ― 戦略空間XがΔnであり、しかも関数{\displaystyle f_{1},\ldots ,f_{n}~:~X\to \mathbf {R} }が存在し、任意の混合戦略{\displaystyle \sigma =(p_{i})_{i=1,\ldots ,n},~\tau \in X}に対し、利得関数{\displaystyle {\mathcal {E}}}が
{\displaystyle {\mathcal {E}}(\sigma ,\delta _{\tau })=\sum _{i}p_{i}f_{i}(\tau )}
を満たすゲームを個体群ゲーム(population game)という。
定理P2（個体群ゲームの必要十分条件） ― 記号n、Xを定義P1と同様に取り、利得関数{\displaystyle {\mathcal {E}}}が多型-単型同値を満たしているとする。
このとき、利得関数{\displaystyle {\mathcal {E}}}を持つゲームが個体群ゲームである必要十分条件は{\displaystyle {\mathcal {E}}}が左線形である事である。

#### 応用例：場を通じる型(playing the field)
行列ゲームでは個体Pが個体群Πからランダムに選ばれた個体Qと１：１の闘争を行うケース（１対１型）を想定していた。しかし生物学における実際の状況は、このようなPは１：１の闘争を行うものばかりではなく、Pが個体群Πに属する全ての他の個体と闘争しなければならないものも存在する。
このようなΠの全ての他の個体との闘争を行われる状況を場を通じる型（playing the field）という。例えば植物が種を飛散させる状況下では、近くにいる他の全ての個体と土地を争わなければならないので、場を通じる型の類型に属する。
場を通じる型のセッティングでは、そもそも１：１の闘争は行われないので行列ゲームのような１：１の闘争を前提とした利得関数Eは定義できず、Eを使わずに直接{\displaystyle {\mathcal {E}}(\sigma ,\Pi )}を定義する必要がある事になる。
この際利用できるのが、個体群ゲームのフレームワークである。定理P2で述べたように、左線形性や多型-単型同値などの条件が成立しさえすれば、場を通じる型の状況を個体群ゲームとして記述できるので、個体群ゲームは有益な概念である。

#### 性質
以下の２つの性質が成立する：
定理P3（個体群ゲームのESSにおける一様な侵入障壁の存在性） ― 個体群ゲームの利得関数が戦略空間{\displaystyle X=\Delta _{n}}上連続な関数{\displaystyle f_{1},\ldots ,f_{n}}を用いて
{\displaystyle {\mathcal {E}}(\sigma ,\delta _{\tau })=\sum _{i}p_{i}f_{i}(\tau )}
と書け、しかも{\displaystyle {\mathcal {E}}}が多型-単型同値であれば、この個体群ゲームにおける進化的安定戦略は必ず一様な侵入障壁を持つ。
定理P4（個体群ゲームのESSにおける一様な侵入障壁の存在性） ― 個体群ゲームの利得関数が戦略空間{\displaystyle X=\Delta _{n}}上連続な関数{\displaystyle f_{1},\ldots ,f_{n}}を用いて
{\displaystyle {\mathcal {E}}(\sigma ,\delta _{\tau })=\sum _{i}p_{i}f_{i}(\tau )}
と書け、しかも{\displaystyle {\mathcal {E}}}が多型-単型同値であるとする。
このとき{\displaystyle \sigma _{*}\in X}が進化的安定である必要十分条件は以下の性質（局所優位性、local superiority）を満たす事である：
ある{\displaystyle \varepsilon _{0}>0}が存在し、Xの任意の元{\displaystyle \sigma \neq \sigma _{*}}に対し、
{\displaystyle \mathrm {d} (\sigma _{*},\sigma )<\varepsilon _{0}~\Rightarrow ~E(\sigma _{*},\sigma )>E(\sigma ,\sigma )}
ここでdは(2)式により定義される{\displaystyle X=\Delta _{n}}上の距離であるが、定理２と同様、dと同一の位相を定める距離であれば他のものでもよい。

### 非対称なゲーム
これまで全ての個体が対等である状況を考察してきたが、実際の生物学では「オス vs. メス」、「テリトリーの所有者 vs. テリトリーへの侵入者」、「体の大きい個体 vs. 体の小さい個体」のように２つの非対称な立場がある個体同士が闘争する。しかし前章でも述べたように、進化ゲーム理論ではこうした非対称なゲームに関しては何らかの「対称化」を施すことにより、対象なゲームとして進化的安定性を定義する。

#### 非対称なゲームの記述
本節では非対称なゲームを定式化し、対称化を方法を述べる。今各個体には2つの立場(role)があり、どちらの立場にいるかにより取れる戦略が異なるものとする。立場0、立場1にいる時に取れる戦略全体の集合をそれぞれX0、X1と表記する。このとき、非対称なゲームの戦略空間は
{\displaystyle X_{0}\times X_{1}}
である。戦略空間の元{\displaystyle (\sigma ,\tau )\in X_{0}\times X_{1}}の直観的意味は「もし自分が立場0であれば戦略σを取り、立場1であれば戦略τを取る」というものである。
このゲームにおける個体群戦略は{\displaystyle (\sigma _{1},\tau _{1}),\ldots ,(\sigma _{m},\tau _{m})\in X_{0}\times X_{1}}と{\displaystyle \varepsilon _{1},\ldots ,\varepsilon _{m}\in [0,1]}（{\displaystyle \varepsilon _{1}+\cdots +\varepsilon _{m}=1}）を用いて
{\displaystyle \sum _{i=1}^{m}\varepsilon _{i}\delta _{(\sigma _{i},\tau _{i})}}
と書けるものを指す。ゲームは非対称であるので、利得関数も自分が立場0にいるときと立場1にいるときで異なる。自分が立場{\displaystyle k=0,1}にいるときの利得関数を
{\displaystyle {\mathcal {E}}_{k}(\xi ,\textstyle \sum _{i=1}^{m}\varepsilon _{i}\delta _{\sigma _{i}})}
と書く。ここでξはXkの元であり、{\displaystyle \sigma _{1},\ldots ,\sigma _{m}}は{\displaystyle X_{1-k}}の元である。非対称なゲームは組
{\displaystyle ((X_{0},{\mathcal {E}}_{0}),(X_{1},{\mathcal {E}}_{1}))}
により定義される。

#### 対称化
以上のように定義された非対称なゲーム{\displaystyle ((X_{0},{\mathcal {E}}_{0}),(X_{1},{\mathcal {E}}_{1}))}に対し、利得関数の対称化を行う。このために記号を導入する。個体群戦略
{\displaystyle \Pi =\sum _{i}\varepsilon _{i}\delta _{(\sigma _{i},\tau _{i})}}
に対し、
{\displaystyle \pi _{0}(\Pi )=\sum _{i}\varepsilon _{i}\delta _{\sigma _{i}}}、
{\displaystyle \pi _{1}(\Pi )=\sum _{i}\varepsilon _{i}\delta _{\tau _{i}}}
と書くことにする。関数
{\displaystyle \rho ~:~X_{0}\times X_{1}\to [0,1]}
を一つ固定するとき、利得関数の組{\displaystyle ({\mathcal {E}}_{0},{\mathcal {E}}_{1})}を{\displaystyle \rho }により対称化した利得関数を
{\displaystyle {\mathcal {E}}((\xi _{0},\xi _{1}),\Pi )=\rho (\xi _{0},\xi _{1}){\mathcal {E}}_{0}(\xi _{0},\pi _{1}(\Pi ))+(1-\rho (\xi _{0},\xi _{1})){\mathcal {E}}_{1}(\xi _{1},\pi _{0}(\Pi ))}
により定義する。直観的には{\displaystyle \rho (\xi _{0},\xi _{1})}は個体戦略{\displaystyle (\xi _{0},\xi _{1})\in X_{0}\times X_{1}}を取っている個体が立場0になる確率である。
なお、対称化が定数関数
{\displaystyle \rho ={\text{const.}}}
を用いて行われた場合、この対称化は戦略-立場独立(strategy-role independent)であるという。

#### 進化的安定性
非対称なゲームに関する進化的安定性は、対称化したゲームの進化的安定性により定義する。すなわち個体戦略{\displaystyle (\xi _{*},\nu _{*})\in X_{1}\times X_{2}}が進化的安定であるとは、戦略空間が{\displaystyle X_{1}\times X_{2}}であり利得関数が{\displaystyle {\mathcal {E}}}であるゲームに関して進化的安定である事を指す。もちろんこの進化的安定性の概念は関数{\displaystyle \rho }に依存しており、{\displaystyle \rho }が異なれば進化的安定性の概念も異なる。

#### 一般化
これまで非対称なゲームを考察するに当たって、同じ立場にいる個体同士が闘争しないことを暗に仮定していた。すなわち、自分が立場0にいる時は立場1にいる個体と闘争し、立場1にいるときは立場0にいる個体と闘争する、という事である。しかし一般にはこれが成立しない場合もある。この場合には、4つの利得関数{\displaystyle {\mathcal {E}}_{00},~{\mathcal {E}}_{10},~{\mathcal {E}}_{01},~{\mathcal {E}}_{11}}を考え、
{\displaystyle {\mathcal {E}}((\xi _{0},\xi _{1}),\Pi )=\sum _{i,j}\rho _{i,j}(\xi _{0},\xi _{1}){\mathcal {E}}_{i,j}(\xi _{i},\pi _{j}(\Pi ))}
として対称化をはかる。ここで{\displaystyle \rho _{i,j}~:~X_{0}\times X_{1}\to [0,1]}は{\displaystyle \textstyle \sum _{i,j}\rho _{i,j}(\xi _{0},\xi _{1})=1}を満たす関数である。
直観的には{\displaystyle {\mathcal {E}}_{ij}}は自分が立場i、闘争相手が立場jにいるときの利得関数で、{\displaystyle \rho _{i,j}(\xi _{0},\xi _{1})}は自分が個体戦略{\displaystyle (\xi _{0},\xi _{1})\in X_{0}\times X_{1}}を取っている際に、自分が立場i、闘争相手が立場jになる確率である。

## レプリケーター方程式(Replicator Equation)と進化的安定性
レプリケーターダイナミクス(replicator dynamics、自己複製子動学)は与えられた個体群内の各個体が取る戦略の頻度分布（すなわち、前章までの言葉で言えば個体群戦略）がどのように時間発展するかを定式化したモデルで、このモデルにおいて頻度分布の時間発展を記述する方程式をレプリケーター方程式(replicator equation)という。本節では「離散型」、「連続型」の２種類のレプリケーター方程式を紹介し、行列ゲームにおいて連続レプリケーター方程式の解の収束先と進化的安定性の関係を述べる。

### レプリケーター方程式
本節では以下の２種類のレプリケーター方程式を紹介する：
- 離散レプリケーター方程式（discrete replicator equation）：無性生殖する個体群の戦略の頻度分布を（オーバーラップのない）「世代」という離散的な時間で記述できると仮定した場合の方程式[46]
- 連続レプリケーター方程式（continuous replicator equation）：個体数が十分大きいため世代がオーバーラップし、連続的な時間によって（無性生殖する）個体群の戦略の頻度分布を記述できると近似した場合における方程式[46]

#### 離散レプリケーター方程式
離散レプリケーター方程式を定式化するために、以下のような個体群を考える：
1. 個体群の構成が世代1, 2, ...によって記述でき、各世代にはオーバーラップがない。すなわち世代tに生きた個体はt+1には全て死滅し、世代t+1は世代tに生まれた個体の子供のみから構成される[46]。
2. 個体群内の各個体は有限個の純粋戦略1, ..., nのいずれかを取り、混合戦略は取らない[46]
3. この個体群は無性生殖によって子孫を残す[46]
4. この個体群には突然変異が生じないもの[46]

この個体群において世代tで（純粋）戦略iを取る個体の割合を{\displaystyle p_{i}(t)}と表記すると、この個体群における戦略の分布
{\displaystyle \mathbf {p} (t)=(p_{1}(t),\ldots ,p_{n}(t))}
と記述できる。
この個体群で戦略iを取る各個体の利得を{\displaystyle f_{i}(\mathbf {p} (t))}と表記し、{\displaystyle f_{i}(\mathbf {p} (t))}に関して以下の仮定を置く：
- この個体群で世代tにおいて戦略iを取る個体が残す事ができる子供の数は利得{\displaystyle f_{i}(\mathbf {p} (t))}に等しい

このように仮定すると、個体群のうち割合{\displaystyle p_{i}(t)}の個体が、それぞれ{\displaystyle f_{i}(\mathbf {p} _{i}(t))}の子供を残すのだから、世代t+1において戦略1, ..., nを取る個体の比率は
{\displaystyle p_{1}(t)f_{1}(\mathbf {p} (t))~:~\cdots ~:~p_{n}(t)f_{n}(\mathbf {p} (t))}
となる。ここで我々は
- 仮定3.により、（突然変異を例外とすれば）子供は親と同じ遺伝子を持つため、親と同じ戦略を取り
- 仮定4.により突然変異が起こらない

事を利用した。以上より世代世代t+1において戦略iを取る個体の割合は、以下の離散レプリケーター方程式に従う：
{\displaystyle p_{i}(t+1)={f_{i}(\mathbf {p} (t)) \over {\bar {f}}(\mathbf {p} (t))}p_{i}(t)~~~~~~{\text{for }}i=1,\ldots ,n}
ここで
{\displaystyle {\bar {f}}(\mathbf {p} (t))=\sum _{j}p_{j}(t)f_{j}(\mathbf {p} (t))}
である。

#### 離散レプリケーター方程式の分母
分数は分母だと意味を持たないので、最後に離散レプリケーター方程式の分母について触れておく。離散レプリケーター方程式の直観的な意味から、利得の期待値{\displaystyle f_{i}(\mathbf {p} (t))}は
{\displaystyle f_{i}(\mathbf {p} (t))\geq 0}
を満たす必要がある。また{\displaystyle p_{i}(t)}は割合であったので{\displaystyle 1\geq p_{i}(0)\geq 0}であり、数学的帰納法により、離散レプリケーター方程式の分母が0になる世代tの直前までは
{\displaystyle 1\geq p_{i}(t)\geq 0}
が成立する事も示せる。したがって離散レプリケーター方程式の分母が0になる場合、すなわち
{\displaystyle {\bar {f}}(\mathbf {p} (t))=\sum _{j}p_{j}(t)f_{j}(\mathbf {p} (t))=0}
の場合は、正の数の和が0である事になるので、
{\displaystyle p_{1}(t)f_{1}(\mathbf {p} (t))=\cdots =p_{n}(t)f_{n}(\mathbf {p} (t))=0}
が成立する。これは各iに対し、{\displaystyle p_{i}(t)}か{\displaystyle f_{i}(\mathbf {p} (t))}のいずれかが0である事を意味する。{\displaystyle p_{i}(t)=0}であれば、純粋戦略iを取る個体は絶滅した事になるので、任意のs>tに対し、{\displaystyle p_{i}(s)=0}である。また{\displaystyle f_{i}(\mathbf {p} (t))=0}であれば、純粋戦略iを取る個体が世代tで残せた子供の数{\displaystyle f_{i}(\mathbf {p} (t))}が0である事を意味するので、やはり任意のs>tに対し、{\displaystyle p_{i}(s)=0}である。結局、離散レプリケーター方程式の分母が0になるという事は個体群の全ての個体が絶滅した場合に相当する。

#### 連続レプリケーター方程式
連続レプリケーター方程式を定式化する為、離散レプリケーター方程式の節の2～4の仮定と以下の1'の仮定を満たす個体群を考える：
1'. 個体数が十分大きいため世代がオーバーラップし、連続的な時間によって個体群の戦略の頻度分布を記述できる
前節同様、（純粋）戦略iを取る個体の割合を{\displaystyle p_{i}(t)}と表記し、{\displaystyle \mathbf {p} (t)=(p_{1}(t),\ldots ,p_{n}(t))}とし、この個体群で戦略iを取る各個体の利得を{\displaystyle f_{i}(\mathbf {p} (t))}と表記する。
利得{\displaystyle f_{i}(\mathbf {p} (t))}に関して前節のものと似た以下の仮定を置く：
- この個体群で時刻tにおいて戦略iを取る個体の増加率は利得{\displaystyle f_{i}(\mathbf {p} (t))}に等しい

個体群に属する個体数が十分に大きいと仮定しているので、個体数N(t)はtに関して微分可能な連続量であるとみなして差し支えないので、{\displaystyle N_{i}(t)=p_{i}(t)N(t)}とすると、上述の仮定から、
{\displaystyle {\mathrm {d}  \over \mathrm {d} t}N_{i}(t)=f_{i}(\mathbf {p} (t))N_{i}(t)}    …(Eq-R1)
が成立する。記号を簡単にするため、時間微分を{\displaystyle {\dot {N}}_{i}(t)}のようにドットで書くことにすると、(Eq-R1)と{\displaystyle N_{i}(t)=p_{i}(t)N(t)}より、
{\displaystyle {\dot {p}}_{i}(t)={\mathrm {d}  \over \mathrm {d} t}\left({N_{i}(t) \over N(t)}\right)={{\dot {N}}_{i}(t)-p_{i}(t){\dot {N}}(t) \over N(t)}}{\displaystyle ={f_{i}(\mathbf {p} (t))N_{i}(t)-p_{i}(t){\dot {N}}(t) \over N(t)}=p_{i}(t)\left(f_{i}(\mathbf {p} (t))-{{\dot {N}}(t) \over N(t)}\right)}
が成立し、しかも(Eq-R1)から
{\displaystyle {{\dot {N}}(t) \over N(t)}=\sum _{j}{{\dot {N}}_{j}(t) \over N(t)}=\sum _{j}f_{j}(\mathbf {p} (t))p_{j}(t)}

でもあるので、以下の連続レプリケーター方程式が成立する：
{\displaystyle {\mathrm {d} p_{i} \over \mathrm {d} t}(t)=(f_{i}(\mathbf {p} (t))-{\bar {f}}(\mathbf {p} (t)))p_{i}(t)~~~~~~{\text{for }}i=1,\ldots ,n}
ここで
{\displaystyle {\bar {f}}(\mathbf {p} (t))=\sum _{j}p_{j}(t)f_{j}(\mathbf {p} (t))}
である。なお、適切な条件下では離散レプリケーター方程式の極限として連続レプリケーター方程式が得られる事が知られている。

### 行列ゲームの連続レプリケーター方程式と進化的安定性
本節の目標は、行列ゲームに対し、レプリケーター方程式の解が進化的安定な状態へと収束する条件を見る事である。なお、行列ゲーム以外のゲームに関してはこのような収束性は成り立つとは限らない。その理由の一端は、（後述するように）レプリケーター方程式が純粋戦略のみを取る個体群を想定しているのに対し、進化的安定性の定義では混合戦略をも考慮する事が多いからである。したがって単型-多型同値が成り立たない系では、レプリケーター方程式による解析と進化的安定性とが一致しない可能性がある。

#### 行列ゲームにおける連続レプリケーター方程式
まず行列ゲームに対する連続レプリケーター方程式を記述する。n×nの行列{\displaystyle A=(a_{ij})_{i,j}}とn行の縦ベクトルpに対し、積Apの第i行を
{\displaystyle (A\mathbf {p} )_{i}}
という記号で書くことにすると、利得関数が
{\displaystyle E(i,j)=a_{ij}}
と記述できる行列ゲームにおいて、純粋戦略iを取る個体の利得の期待値{\displaystyle f_{i}(\mathbf {p} (t))}は明らかに
{\displaystyle f_{i}(\mathbf {p} (t))=(A\mathbf {p} (t))_{i}}
なので、行列ゲームにおける連続レプリケーター方程式は
{\displaystyle {\mathrm {d} p_{i} \over \mathrm {d} t}(t)=((A\mathbf {p} (t))_{i}-\mathbf {p} (t)^{T}A\mathbf {p} (t))p_{i}(t)~~~~~~{\text{for }}i=1,\ldots ,n}　      …(Eq-R2)
と記述できる。ここで{\displaystyle \mathbf {p} (t)^{T}}は{\displaystyle \mathbf {p} (t)}を転置した横ベクトルである。

#### 解の性質
本節では(Eq-R2)と進化的安定性の関係性を調べるため、(Eq-R2)に関する性質を述べる。まず{\displaystyle p_{i}(t)}は純粋戦略iを取る個体の割合であったから、{\displaystyle \mathbf {p} (t)}の初期値{\displaystyle \mathbf {p} (0)}は
{\displaystyle \Delta _{n}=\left\{(p_{i})_{i=1,\ldots ,n}{\Bigg |}0\leq p_{1},\ldots ,p_{n}\leq 1,~\sum _{i=1}^{n}p_{i}=1\right\}}　　　　...(Eq-G1、再掲)
の元である。(Eq-R2)は行列によって記述できる常微分方程式であるので、（少なくとも初期値の近傍では）解が存在し、しかもその解は一意である（Picard–Lindelöf theorem）。
解の一意性から、(Eq-R2)における時間発展で２つの超平面
{\displaystyle \{(p_{i})_{i=1,\ldots ,n}|\textstyle \sum _{i=1}^{n}p_{i}=1\}}
{\displaystyle \{(p_{i})_{i=1,\ldots ,n}|p_{i}=0\}}

が保存される事を簡単に示せるので、以下が明らかに従う：
定理R1 ― (Eq-R2)の初期値{\displaystyle \mathbf {p} (0)}が{\displaystyle \Delta _{n}}の境界
{\displaystyle \partial \Delta _{n}=\left\{(p_{i})_{i=1,\ldots ,n}{\Bigg |}0\leq p_{1},\ldots ,p_{n}\leq 1,~\sum _{i=1}^{n}p_{i}=1,\exists i\in \{1,\ldots ,n\}~:~p_{i}=0\right\}}
に属していれば任意の時刻tに対し、{\displaystyle \mathbf {p} (t)}は{\displaystyle \partial \Delta _{n}}に属している。
ここから明らかに次の系が従う：
系R2 ― (Eq-R2)の初期値{\displaystyle \mathbf {p} (0)}が{\displaystyle \Delta _{n}}の内部
{\displaystyle {\Delta _{n}}^{\circ }=\Delta _{n}\setminus \partial \Delta _{n}}
に属していれば任意の時刻tに対し、{\displaystyle \mathbf {p} (t)}は{\displaystyle {\Delta _{n}}^{\circ }}に属している。
{\displaystyle \Delta _{n}}はコンパクトであるので、以上の性質と前述の解の局所的存在性・一意性から次が従う：
定理R3 ― (Eq-R2)は任意の初期値{\displaystyle \mathbf {p} (0)\in \Delta _{n}}に対し、任意の時刻tにおいて解が一意に存在する。
次の事実も知られている：
定理R4（行列ゲームの連続レプリケーター方程式と一般化されたロトカ・ヴォルテラの方程式との関係性） ― 写像
{\displaystyle \{(p_{1},\ldots ,p_{n})\in \Delta _{n}|p_{n}>0\}\to \mathbf {R} _{>0}{}^{n-1},~~(p_{1},\ldots ,p_{n})\mapsto (p_{1}/p_{n},\ldots ,p_{n-1}/p_{n})}
により、行列{\displaystyle A=(a_{ij})_{i,j}}により記述される行列ゲームの連続レプリケーター方程式(Eq-R2)の解は一般化されたロトカ・ヴォルテラの方程式
{\displaystyle {\mathrm {d} y_{i} \over \mathrm {d} t}(t)=y_{i}(t)(r_{i}+\textstyle \sum _{j=1}^{n-1}c_{ij}y_{j}(t))~~~~{\text{for }}i=1,\ldots ,n-1}
の解に写る。ここで
{\displaystyle r_{i}=a_{in}-a_{nn},~~c_{ij}=a_{ij}-a_{nj}}

#### 進化ゲーム理論のフォーク定理
(Eq-R2)と進化的安定性の関係を述べるため、以下の概念を定義する。なお以下で、{\displaystyle \mathbf {p} (t)}は初期値が{\displaystyle \mathbf {p} (0)}であるときの(Eq-R2)の（必ず存在する一意な）解である：
定義R5 ― {\displaystyle \mathbf {p} _{0}}を{\displaystyle \Delta _{n}}の元とする。このとき
- 初期値が{\displaystyle \mathbf {p} _{0}}である(Eq-R2)の（必ず存在する一意な）解が時刻tに依存せず、常に{\displaystyle \mathbf {p} _{0}}に留まるとき、{\displaystyle \mathbf {p} _{0}}は(Eq-R2)の停留点(rest point)であるという。
- 停留点{\displaystyle \mathbf {p} _{0}}のある近傍U、Vが存在し、{\displaystyle \mathbf {p} (0)\in V}であれば{\displaystyle \mathbf {p} (t)\in U}が任意の{\displaystyle \mathbf {p} (0)\in V}、t>0に対して成立する時、{\displaystyle \mathbf {p} _{0}}は安定(stable)であるという。
- 停留点{\displaystyle \mathbf {p} _{0}}のある近傍Uが存在し、任意の{\displaystyle \mathbf {p} (0)\in U}に対し、{\displaystyle t\to \infty }のとき{\displaystyle \mathbf {p} (t)\to \mathbf {p} _{0}}が成立する時、{\displaystyle \mathbf {p} _{0}}はattractingであるという。
- 停留点{\displaystyle \mathbf {p} _{0}}が安定でかつattractingなとき漸近的に安定(asymptotically stable)もしくはアトラクター(attractor)であるという。
- 停留点{\displaystyle \mathbf {p} _{0}}が大域的に安定(grobally stable)であるとは、{\displaystyle \mathbf {p} _{0}}が安定であり、{\displaystyle \Delta _{n}{}}の内部{\displaystyle \Delta _{n}{}^{\circ }}に属する任意の{\displaystyle \mathbf {p} (t)}に対し、{\displaystyle \mathbf {p} (t)\to \mathbf {p} _{0}}であるときにいう。

なお大域的安定性の定義で{\displaystyle \Delta _{n}}の境界{\displaystyle \partial \Delta _{n}}の点に対して{\displaystyle \mathbf {p} _{0}}への収束性を求めないのは、定理R1で述べたように、{\displaystyle \partial \Delta _{n}}の点は(Eq-R2)における時間発展で{\displaystyle \partial \Delta _{n}}に留まり続ける為、{\displaystyle \mathbf {p} _{0}}に収束することはありえないからである。
このとき次が成立する。なおゲーム理論にも「フォーク定理」という名称の定理があるが、下のものはこれとは無関係の定理である。
定理R6（進化ゲーム理論のフォーク定理） ― {\displaystyle A=(a_{ij})_{i,j}}を{\displaystyle n\times n}の行列とし、利得関数が
{\displaystyle E(i,j)=a_{ij}}
で定義される行列ゲームを考え、さらにAを用いて(Eq-R2)のように定義される連続レプリケーター方程式を考え、さらに{\displaystyle \mathbf {p} _{0}}を{\displaystyle \Delta _{n}}の元とする。このとき
- {\displaystyle \mathbf {p} _{0}}が行列ゲームのナッシュ均衡点であれば{\displaystyle \mathbf {p} _{0}}は停留点である
- {\displaystyle \mathbf {p} _{0}}が行列ゲームの狭義ナッシュ均衡点であれば{\displaystyle \mathbf {p} _{0}}は漸近的安定点である
- {\displaystyle \mathbf {p} _{0}\in \Delta _{n}{}^{\circ }}が(Eq-R2)の何らかの解{\displaystyle \mathbf {p} (t)}の極限{\displaystyle \mathbf {p} (t)\to \mathbf {p} _{0}}であれば、{\displaystyle \mathbf {p} _{0}}は行列ゲームのナッシュ均衡点である
- {\displaystyle \mathbf {p} _{0}}が安定点であれば、{\displaystyle \mathbf {p} _{0}}は行列ゲームのナッシュ均衡点である

すでに述べたように行列ゲームにおいては
狭義ナッシュ均衡⇒進化的安定⇒ナッシュ均衡
という関係性が成立するので、上述の定理から連続レプリケーター方程式の解と進化的安定性との関係がある程度わかる事になる。

また以下も成立する：
定理R7 ― 定理R6と同様の状況の元、
- {\displaystyle \mathbf {p} _{0}}が進化的安定であれば、漸近的に安定である
- {\displaystyle \mathbf {p} _{0}}が進化的安定でしかも{\displaystyle \Delta _{n}{}^{\circ }}に属していれば、{\displaystyle \mathbf {p} _{0}}は大域的に安定である

### 行列ゲームの混合戦略に対する連続レプリケーター方程式と進化的安定性

#### 混合戦略に対する連続レプリケーター方程式
これまで我々は、着目している個体が純粋戦略を取る場合の連続レプリケーター方程式に関して考察してきたが、より一般に、有限個の混合戦略{\displaystyle \mathbf {q} _{1},\ldots ,\mathbf {q} _{m}\in \Delta _{n}}を取る個体がそれぞれ割合{\displaystyle x_{1}(t),\ldots ,x_{m}(t)}で存在する個体群に対する連続レプリケーター方程式を考える事もできる：
{\displaystyle {\mathrm {d} x_{i} \over \mathrm {d} t}(t)=\left(\mathbf {q} _{i}-\mathbf {q} _{\mathbf {x} }(t)\right)^{T}A\mathbf {q} _{\mathbf {x} }(t))x_{i}(t)~~~~~~{\text{for }}i=1,\ldots ,m}　      …(Eq-R3)
ここで{\displaystyle \mathbf {q} _{\mathbf {x} }(t)}は平均混合戦略
{\displaystyle \mathbf {q} _{\mathbf {x} }(t)=\textstyle \sum _{j=1}^{m}x_{j}(t)\mathbf {q} _{j}}　      …
である。(Eq-R3)の導出は(Eq-R2)のそれと同様なので省略する。

#### 進化的安定性との関係
(Eq-R3)においてm=2であれば、{\displaystyle x=x_{1}(t)}、{\displaystyle \mathbf {q} =\mathbf {q} _{1}}、{\displaystyle {\hat {\mathbf {q} }}=\mathbf {q} _{2}}と略記すると、{\displaystyle x_{2}=1-x}なので、(Eq-R3)に登場するm=2本の式はいずれも
{\displaystyle {\dot {x}}=x(1-x)\{x(\mathbf {q} -{\hat {\mathbf {q} }})^{T}A\mathbf {q} +(1-x)(\mathbf {q} -{\hat {\mathbf {q} }})^{T}A{\hat {\mathbf {q} }})\}}　      …(Eq-R4)　

に同値である事が簡単な計算から確かめられる。このとき、次が成立する事が知られている：
定理R8 ― 行列Aに関する行列ゲームにおいて混合戦略{\displaystyle {\hat {\mathbf {q} }}}が混合戦略{\displaystyle \mathbf {q} }に対して進化的安定である必要十分条件は(Eq-R4)が漸近的に安定である事である。

### 行列ゲームの混合戦略に対する離散レプリケーター方程式と進化的安定性

#### 行列ゲームの純粋戦略に対する離散レプリケーター方程式
混合戦略に関して考察する前に、まず本節では行列ゲームの純粋戦略に対する離散レプリケーターを導出する。純粋戦略iを取る個体の割合を{\displaystyle p_{i}(t)}と表記し、{\displaystyle \mathbf {p} (t)=(p_{1}(t),\ldots ,p_{n}(t))}とし、この個体群で戦略iを取る各個体の利得を{\displaystyle f_{i}(\mathbf {p} (t))}と表記する。
n×nの行列{\displaystyle A=(a_{ij})_{i,j}}を用いて利得関数が
{\displaystyle E(i,j)=a_{ij}}
と書ける行列ゲームにおいて、純粋戦略iを取る個体の利得の期待値{\displaystyle f_{i}(\mathbf {p} (t))}は明らかに
{\displaystyle f_{i}(\mathbf {p} (t))=(A\mathbf {p} (t))_{i}}
なので、これを利用して離散レプリケーター方程式の具体的な形を書き下す事ができる。より一般に各個体が行列ゲームの利得以外に「背景利得」(background payoff)βを得られる場合、すなわち
{\displaystyle f_{i}(\mathbf {p} (t))=(A\mathbf {p} (t))_{i}+\beta }
の場合には、離散レプリケーター方程式の具体的な形は
{\displaystyle p_{i}(t+1)={(A\mathbf {p} (t))_{i}+\beta  \over \mathbf {p} (t)^{T}A\mathbf {p} (t)+\beta }p_{i}(t)~~~~~~{\text{for }}i=1,\ldots ,n}　　      …(Eq-R5)　
である。

#### 行列ゲームの混合戦略に対する離散レプリケーター方程式
連続レプリケーター方程式の「純粋戦略版」である(Eq-R2)から「混合戦略版」の(Eq-R3)を導いたのと同様の方法で、離散レプリケーター方程式の「混合戦略版」を「純粋戦略版」である(Eq-R5)から導くことができる。
すなわち、有限個の混合戦略{\displaystyle \mathbf {q} _{1},\ldots ,\mathbf {q} _{m}\in \Delta _{n}}を取る個体が世代tにおいてそれぞれ割合{\displaystyle x_{1}(t),\ldots ,x_{m}(t)}だけ存在する個体群を考え、{\displaystyle \mathbf {x} (t)=(x_{1}(t),\ldots ,x_{m}(t))^{T}}とするとき、混合戦略{\displaystyle \mathbf {q} _{i}}を取る個体の利得の期待値{\displaystyle f_{i}(\mathbf {x} (t))}は平均混合戦略
{\displaystyle \mathbf {q} _{\mathbf {x} }(t)=\textstyle \sum _{j=1}^{m}x_{j}(t)\mathbf {q} _{j}}　      …
を用いて
{\displaystyle f_{i}(\mathbf {x} (t))=\sum _{j}x_{j}(t)E(\mathbf {q} _{i}(t),\mathbf {q} _{j}(t)))+\beta =\mathbf {q} _{i}(t)^{T}A\mathbf {q} _{\mathbf {x} }(t)+\beta }
と表記できるので、
{\displaystyle x_{i}(t+1)={\mathbf {q} _{i}^{T}A\mathbf {q} _{\mathbf {x} }(t)+\beta  \over \mathbf {q} _{\mathbf {x} }^{T}A\mathbf {q} _{\mathbf {x} }(t)+\beta }x_{i}(t)~~~~~~{\text{for }}i=1,\ldots ,m}　　      …(Eq-R6)　
となる。なお(Eq-R6)より明らかに比の等式
{\displaystyle {x_{1}(t+1) \over x_{1}(t)}~:~\cdots ~:~{x_{m}(t+1) \over x_{m}(t)}=E(\mathbf {q} _{1},\mathbf {q} _{\mathbf {x} }(t))~:~\cdots ~:~E(\mathbf {q} _{m},\mathbf {q} _{\mathbf {x} }(t))}　　      …(Eq-R7)　
が成立する。ここで
{\displaystyle E(\mathbf {p} ,\mathbf {q} )=\mathbf {p} ^{T}A\mathbf {q} +\beta }   …(Eq-R8)　
である。上の比の等式は左辺に登場する分母{\displaystyle x_{i}(t)}が0である場合は意味を持たないが、前節でも述べたのと同様の議論により、{\displaystyle x_{i}(t)}が0になるのは混合戦略{\displaystyle \mathbf {q} _{i}}を取る個体が個体群から絶滅した事を意味するので、以降のsに関しては常に{\displaystyle x_{i}(s)=0}であるものと解釈する。

#### 進化的安定性との関係性
離散レプリケーター方程式と進化的安定性との関係を見るため、(Eq-R7)でm=2であるケースを考え、{\displaystyle x(t)=x_{1}(t)}、{\displaystyle \mathbf {q} =\mathbf {q} _{1}}、{\displaystyle {\hat {\mathbf {q} }}=\mathbf {q} _{2}}と略記すると、{\displaystyle x_{2}(t)=1-x(t)}なので
{\displaystyle {x(t+1) \over x(t)}~:~{1-x(t+1) \over 1-x(t)}=E(\mathbf {q} ,\mathbf {q} _{\mathbf {x} }(t))~:~E({\hat {\mathbf {q} }},\mathbf {q} _{\mathbf {x} }(t))}　      …(Eq-R9)　
である。ここでEは(Eq-R7)のように定義されており、
{\displaystyle \mathbf {q} _{\mathbf {x} }(t)=x(t)\mathbf {q} +(1-x(t)){\hat {\mathbf {q} }}}　      …
であり、(Eq-R9)の左辺の分母が0である場合の解釈は前節と同様であるものとする。また離散レプリケーター方程式の利得は子供の数を示していたので、
{\displaystyle E(\mathbf {q} ,\mathbf {q} ),~{\hat {E(\mathbf {q} }},{\hat {\mathbf {q} }})\geq 0}　

が成立する事を仮定する。このとき、次が成立する：
定理R9 ― 行列Aによって定義される行列ゲームにおいて混合戦略{\displaystyle {\hat {\mathbf {q} }}}が進化的安定であり、{\displaystyle {\hat {\mathbf {q} }}}の {\displaystyle \mathbf {q} \neq {\hat {\mathbf {q} }}}に対する侵入障壁 {\displaystyle \varepsilon _{0}} と初期値 {\displaystyle x(0)}とが
{\displaystyle x(0)<\varepsilon _{0}}
を満たせば、漸化式(Eq-R9)を満たす{\displaystyle x(t)}は{\displaystyle t\to \infty }のとき0に収束する。
上述の定理は、個体群において{\displaystyle \mathbf {q} \neq {\hat {\mathbf {q} }}}を取る個体の割合が進化的安定戦略{\displaystyle {\hat {\mathbf {q} }}}の侵入障壁よりも小さい時は、世代を重ねる事で{\displaystyle \mathbf {q} }を取る個体の割合が0に収束していく事を意味する。

## 年表
- 1972年：ジョン・メイナード＝スミスが自著「On Evolution」のエッセイ[56]で進化的安定性にふれる
- 1973年：メイナード＝スミスとジョージ・プライスが進化的安定性を提唱した論文が[1]ネイチャーに載る
- 1974年：メイナード＝スミスによるより長い論文がJournal of Theoretical Biology[57]に載る
- 1982年：メイナード＝スミスが自著「Evolution and the Theory of Games」[58]で更に詳しく説明